# Simplu
Simplu a fost o formație din România, înființată la Pitesti, în 2000, prin fuziunea formațiilor Mesaj Nou și Extreme. A colaborat cu artiști precum Loredana, Cream, Andra, Anda Adam, Delia Matache, și formațiile Holograf și Taxi.
Trupa Simplu a fost înființată în anul 2000, după ce două formații rivale de break-dance - Mesaj Nou din care făceau parte CRBL (Eduard Andreianu), Francezu (Viorel Alexe), Piticu (Ionuț Dumitru), Omu Negru (Laurențiu Ionescu) și Extreme din care făceau parte Vaceff Braun Alexandru (Taz) și Dumitriu Constantin Mircea (Bebico) - s-au unit. La scurt timp, băieții l-au cooptat și pe Smiley (Andrei Maria), vocalistul grupului, și au lansat mai multe hituri, printre care „Să zburăm spre cer", „O secundă" și „Jumătatea ta".
Simplu a scos pe piață primul album, „Provocarea", în anul 2000, lansând primul single care purta numele albumului. Urmatorul album "X-trem de Simplu a fost urmat de colaborarea cu Marius Moga, care le-a imprimat băieților un stil mai comercial.
În anul 2003 formația a câștigat premiul MTV pentru „Cea mai bună coregrafie”.
În anul 2006, formația a lansat hitul „Oficial îmi merge bine”.
În 2007 formația a participat la semifinala Selecției Naționale pentru alături de Andra cu piesa „Dracula, My love”. Piesa a fost descalificată deoarece a mai fost interpretată la Premiile MTV România 2005, regulamentul specificând faptul că nu pot participa piesele difuzate înainte de 1 octombrie 2006.
În anul 2008, formația a lansat hitul „Am bani de dat”, alături de Don Baxter și Alex Velea.
Tot în anul 2008, formația a produs și un film cinematografic intitulat „Un film SIMPLU”. În același an câștigă Premiul special pentru Best Show din cadrul galei Romanian Music Awards.
În anul 2011, formația a lansat ultimul album,
iar de atunci fiecare membru și-a început o carieră pe cont propriu.

## Membri
- Smiley (pe numele său real Andrei Tiberiu Maria)
- CRBL (pe numele real Eduard Mihail Andreianu)
- Piticu (pe numele real  Ionuț Dumitru)
- Francezu (pe numele real  Marius Viorel Alexe)
- Omu Negru (pe numele real Laurențiu Ionescu)
- Tazman (pe numele real Vaceff Braun Alexandru)
- Bebico (pe numele real Dumitriu Constantin Mircea)

## Albume
- Provocarea EP (2001)
- X-trem de Simplu (2001)
- Oare știi (2002) - disc de aur[15]
- Oare știi (2002) (editie speciala)
- Zece (2003) - disc de aur[3]
- RMX Simplu (2004)
- Simplu Best Of (2006)
- Oficial Îmi Merge Bine (2006)
- Dance or die trying (2011)